# Középrigóc vasútállomás
Középrigóc vasútállomás egy Somogy vármegyei vasútállomás Barcs városának külterületén, a városközponttól keletre. Az állomást a MÁV üzemelteti, közúti elérését a 6-os főút felől egy keskeny, de szilárd burkolatú bekötőút biztosítja.

## Vasútvonalak
Az állomást az alábbi vasútvonalak érintik:
- Murakeresztúr–Szentlőrinc-vasútvonal
- Középrigóc–Villány-vasútvonal

## Kapcsolódó állomások
A vasútállomáshoz az alábbi állomások vannak a legközelebb:
- Barcs felső megállóhely (Murakeresztúr–Szentlőrinc-vasútvonal)
- Darány vasútállomás (Murakeresztúr–Szentlőrinc-vasútvonal)
- Drávatamási megállóhely (Középrigóc–Villány-vasútvonal)

## Forgalom
| Járat        | Útvonal | Gyakoriság   |
| ------------ | --- | ------------ |
| személyvonat | Barcs – Barcs felső – Középrigóc – Darány – Kisdobsza – Nemeske – Molvány – Szigetvár – Nagypeterd – Szentdénes – Szentlőrinc – Bicsérd – Mecsekalja-Cserkút – Pécs | Napi 4-7 pár |
| személyvonat | Nagykanizsa – Murakeresztúr – Őrtilos – Zákány – Gyékényes – Berzence – Somogyudvarhely – Bélavár – Vízvár – Babócsa – Péterhida-Komlósd – Barcs – Barcs felső – Középrigóc – Darány – Kisdobsza – Nemeske – Molvány – Szigetvár – Nagypeterd – Szentdénes – Szentlőrinc – Bicsérd – Mecsekalja-Cserkút – Pécs | Napi 1-2 pár |